# Iglesia de Nuestra Señora de las Nieves (Cenizate)
La iglesia de Nuestra Señora de las Nieves es un templo católico del municipio castellano-manchego de Cenizate (España). La iglesia es de estilo renacentista con elementos barrocos. Presenta una planta de cruz latina, con una sola nave con cimborrio y una torre. Fue declarada Bien de Interés Cultural en 1991.